# Gouvernement Ramallah und al-Bira
Das Gouvernement Ramallah und Al-Bireh (arabisch محافظة رام الله والبيرة, DMG Muḥāfaẓat Rām Allāh wa-l-Bīra) ist ein Gouvernement der Palästinensischen Autonomiebehörde bzw. des Staates Palästina. Es umfasst einen großen Teil des zentralen Westjordanlandes an der Nordgrenze des Gouvernements Jerusalem. Die Bezirkshauptstadt ist die Stadt Al-Bireh, während die im Gouvernement liegende Stadt Ramallah der Regierungssitz der Palästinensischen Autonomiegebiete ist.
Nach Angaben des Palästinensischen Zentralbüros für Statistik hat das Gouvernement zur Jahresmitte 2017 328.861 Einwohner. Bis 2020 stieg diese Zahl auf 347.818 Einwohner.

## Demografie
Die Bevölkerung ist im Durchschnitt sehr jung und ca. 35,1 Prozent sind jünger als 15 Jahre, während nur 4 Prozent über 65 Jahre alt sind. 2017 waren 96,7 Prozent der Bevölkerung Muslime und 3,3 Prozent waren Christen. Einwohner jüdischer Siedlungen wurden dabei nicht erfasst. 59,2 Prozent der Gesamtbevölkerung waren im selben Jahr Flüchtlinge.
| Zensusjahr | Einwohnerzahl |
| ---------- | ------------- |
| 1997       | 213.582       |
| 2007       | 279.730       |
| 2017       | 328.861       |

## Orte
- Al-Bireh
- Ramallah
- Baituniya
- Rawabi
- Bir Zait
- Qalandia